# استخراج آران‌ای

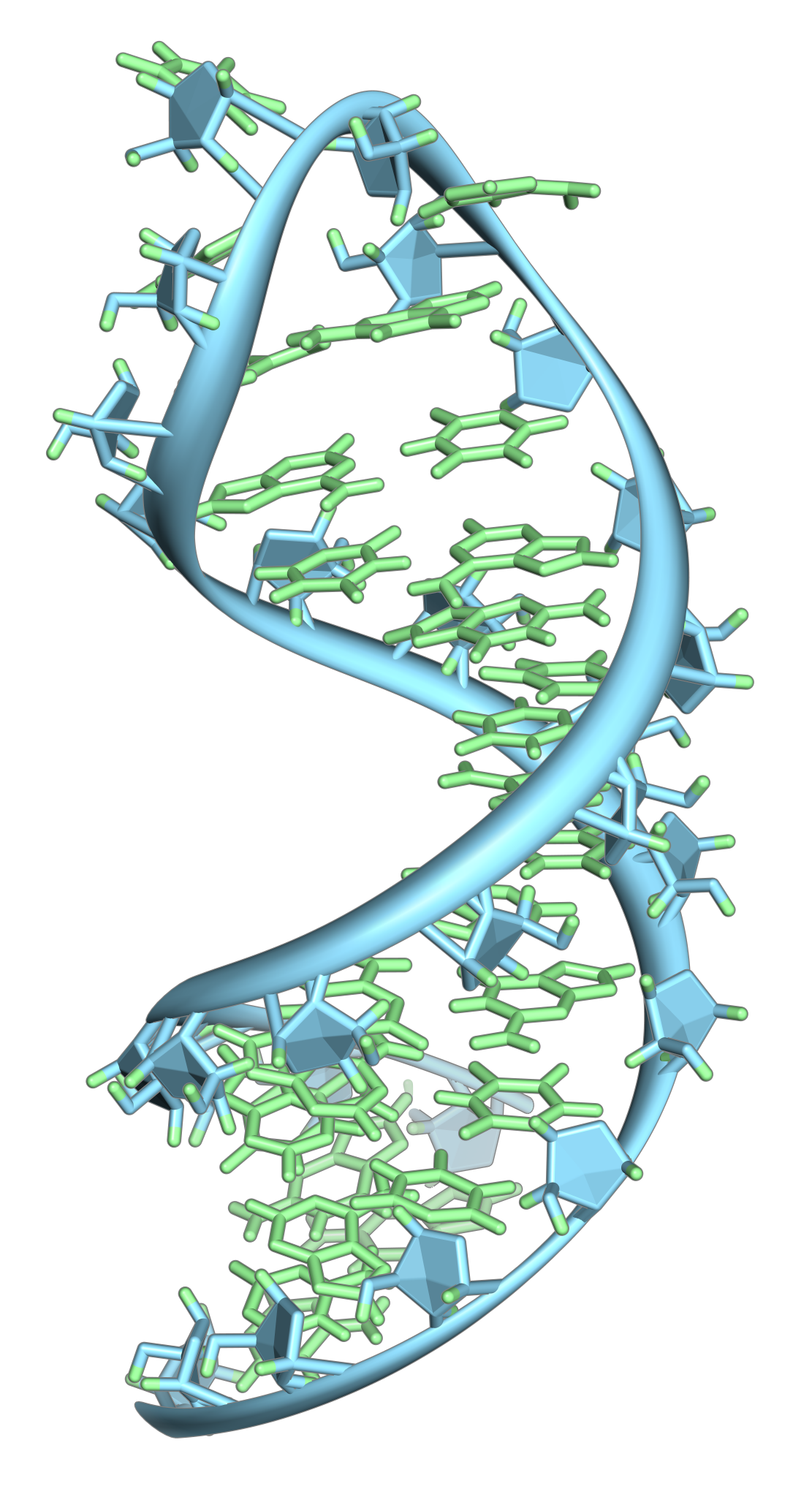
حلقۀ موی پیش mRNA. نوکلئوباز (سبز) و ستون فقرات ریبوز فسفات (آبی) برجسته شده‌اند. این یک رشته منفرد از آران‌ای است که روی خود تا می‌شود.

استخراج آران‌ای فرآیندی است که طی آن آران‌ای (RNA) کل موجود در یک نمونه هموژنیزه شده سلولی جدا و تصفیه می‌شود. استخراج RNA یکی از مراحل کلیدی در بسیاری از مطالعات زیست‌شناسی مولکولی، بیوتکنولوژی و تشخیص‌های پزشکی است. روش‌های مختلفی برای استخراج RNA وجود دارد که بر اساس نیازهای تحقیقاتی و ویژگی‌های نمونه انتخاب می‌شوند. این روش آزمایشگاهی در بیوتکنولوژی، مهندسی ژنتیک و… کاربرد ویژه‌ای دارد و یکی از پیشنیازهای ضروری در فرآیندهایی همچون واکنش زنجیره‌ای پلیمراز (PCR) و RT-PCR، نورترن بلاتینگ و دیگر روشها می‌باشد.

## مراحل استخراج RNA
روش‌های مختلفی برای استخراج آران‌ای وجود دارد که از میان آنها به روش زیر که طی هفت مرحله انجام می‌شود اشاره می‌گردد.

### ۱. برداشت بافت
نخستین مرحله از استخراج آران‌ای است که طی آن بافت مرود نظر از میان مجموعه بافتی بدن جدا می‌شود که برای این منظور می‌توان از پروتئازها استفاده نمود. گاهی نیز در محیط آزمایشگاه بافت‌های آماده در ته فلاسک وجود دارند که برای جدا کردن آنها از تریپسین و EDTA استفاده می‌شود.

### ۲. همگن‌سازی
در دومین گام باید آران‌ای و دیگر اجزای سلولی را از محاصره غشایی خارج نموده که بدین منظور باید مجموعه سلولی را تخریب کرده و ترکیبی همگن به‌دست‌آورد. RNX-Plus یا Trizol در این مرحله مورد استفاده قرار می‌گیرند.

### ۳. جداسازی فازها
در این مرحله آران‌ای را از DNA و پروتئین‌های سلولی جدا می‌نمایند. پس از اضافه نمودن کلروفرم به نمونه آن را تحت شرایط ویژه‌ای سانتریفیوژ کرده که در پایان سه فاز تفکیک شده را حاصل می‌نماید. فاز زیرین مربوط به پروتئین‌ها، فاز میانی مربوط به DNA و فاز رویین مربوط به RNA می‌باشد.

### ۴. رسوب‌سازی
در این مرحله پس از انتقال فاز رویین به لوله‌ای دیگر با استفاده ایزوپروپانول و سپس سانترفیوژ آران‌ای را رسوب می‌دهیم.

### ۵. شستشو
ششتشوی رسوب آران‌ای با استفاده از اتانول ۷۵٪ گام پنجم را تشکیل می‌دهد.
نکته: در استخراج DNA شستشو با الکل ۷۰٪ انجام می‌شود ولی در استخراج آران‌ای با الکل ۷۵٪

### ۶. محلول‌سازی
انحلال رسوب آران‌ای با استفاده از DEPC treated Water ششمین گام از استخراج آران‌ای می‌باشد

### ۷. تجزیه و تحلیل
آخرین گام سنجش صحت استخراج آران‌ای می‌باشد که از دو طریق اسپکتروسکوپی یا الکتروفورز کمیت یا کیفیت کار مورد ارزیابی قرار می‌گیرد.

## انواع روش‌های استخراج RNA

### 1.روش فنل-کلروفرم(TRIzol یا روش دستی)
این روش که به روش Guanidinium thiocyanate-phenol-chloroform extraction نیز معروف است، یکی از رایج‌ترین و کارآمدترین روش‌های استخراج RNA است.
- مراحل کار:
  1. لیز سلولی با استفاده از بافر حاوی فنل، کلروفرم و گوانیدینیوم تیوسیانات.
  2. تفکیک فازها: اضافه کردن کلروفرم و سانتریفیوژ کردن برای جداسازی RNA در فاز آبی.
  3. رسوب‌دهی RNA: با استفاده از ایزوپروپانول و شستشو با اتانول.
- مزایا: کیفیت و بازده بالا، حفظ یکپارچگی RNA.
- معایب: استفاده از مواد شیمیایی سمی (فنل و کلروفرم)، نیاز به مهارت بالا.

### ۲. روش استخراج ستونی (کیت‌های استخراج RNA)
در این روش از ستون‌های سیلیکایی برای جداسازی RNA استفاده می‌شود. نمونه‌ها ابتدا با بافرهای مخصوص تیمار شده و RNA به سطح ستون متصل می‌شود، سپس با شستشو و شفاف‌سازی، RNA خالص استخراج می‌شود.
- مزایا: سرعت بالا، عدم نیاز به مواد شیمیایی خطرناک، تکرارپذیری بالا.
- معایب: هزینه بیشتر نسبت به روش TRIzol، امکان استخراج کمتر در مقایسه با روش‌های دستی.

### ۳. روش مغناطیسی (Beads-Based RNA Extraction)
در این روش از ذرات مغناطیسی پوشش داده‌شده با مواد جاذب RNA برای جداسازی RNA استفاده می‌شود.
- مزایا: مناسب برای اتوماسیون، افزایش خلوص RNA، کاهش آلودگی.
- معایب: هزینه بالا، نیاز به تجهیزات مغناطیسی.

### ۴. استخراج RNA به روش LiCl (لیتیوم کلرید)
در این روش از LiCl برای رسوب‌دهی اختصاصی RNA استفاده می‌شود.
- مزایا: حذف DNA و پروتئین‌ها، مناسب برای RNAهای بلند.
- معایب: بازده کم برای RNAهای کوچک، زمان‌بر بودن.

### ۵. روش‌های اتوماسیونس (Automated RNA Extraction)
این روش‌ها شامل استفاده از دستگاه‌های اتوماسیون استخراج RNA هستند که معمولاً بر اساس یکی از روش‌های بالا کار می‌کنند.
- مزایا: سرعت و دقت بالا، کاهش آلودگی و خطای انسانی.
- معایب: هزینه بسیار بالا، نیاز به تجهیزات پیشرفته